# Provinzial Nord
Die Provinzial Nord war eine Versicherungsgruppe, die im Jahr 2005 mit der Gruppe der Westfälischen Provinzial zur Provinzial NordWest verschmolzen wurde. Zuvor war im Jahr 2001 der bis dahin öffentlich-rechtliche Status der Gruppe durch die Umwandlung in Aktiengesellschaften aufgegeben worden.
Vor der Fusion bestand die Provinzial Nord im Wesentlichen aus der
- Provinzial Nord Holding AG
- Provinzial Nord Brandkasse AG
- Provinzial Nord Lebensversicherung AG
- Hamburger Feuerkasse Versicherungs-AG
- Provinzial Kiel Reinsurance Company Ltd. Dublin/Irland

Die Provinzial Nord Brandkasse AG ist unter dem Dach der Provinzial NordWest nach wie vor als Kompositversicherer tätig. Die Provinzial Nord Lebensversicherung AG wurde bei der Fusion der Versicherungsgruppen mit der Westfälische Provinzial Lebensversicherung AG zur Provinzial NordWest Lebensversicherung AG verschmolzen.